# Ophiopsyllus latus
Ophiopsyllus latus is een eenoogkreeftjessoort uit de familie van de Cancerillidae. De wetenschappelijke naam van de soort is voor het eerst geldig gepubliceerd in 1999 door Humes & Hendler.